# 조셉 에스트라다
조셉 에헤르시토 에스트라다(필리핀어: Joseph Ejercito Estrada, 1937년 8월 19일~)는 필리핀의 영화배우 출신 정치인이며, 출생 당시의 이름은 호세 마르셀로 에헤르시토였다. 1998년 6월 30일 대통령에 취임했으나, 부패로 국민들의 반감을 사 2001년 1월 20일 민중봉기로 물러났다.

## 생애
마닐라에서 태어났다. 본명은 호세 마르셀로 에헤르시토(Jose Marcelo Ejercito)이며, 조셉 에스트라다는 예명이다. 마닐라 아테네오 대학교와 마푸아 공과대학교에서 공학을 전공했으나, 가족들의 반대를 뒤로하고 영화배우가 되었다. 1956년 처음 영화에 출연한 후, 수백 편의 영화에 출연하며 필리핀의 인기 배우가 되었다. 그런 가운데 대중적인 인기를 바탕으로 1969년 마닐라 교외의 산후안 시장 선거에 무소속으로 출마, 당선되어 1986년까지 여러 차례 당선되며 재직했으며, 그 사이에도 계속 영화에도 출연했다. 1987년 상원의원에 당선되었다. 1991년, 그는 포퓰리즘적인 필리핀 대중당을 창당하여 대통령 선거 출마를 선언했으나, 1992년 선거를 앞두고 민족국민연합 소속의 부통령 후보로 나섰다. 함께 민족국민연합 소속으로 대통령 후보로 나선 에두아르도 코후앙코는 라카스 민주당의 피델 라모스에게 패했으나, 그는 부통령으로 당선되어 1998년까지 재직했다. 라모스 대통령은 그를 범죄 예방 위원회 의장으로 임명했다.
1998년 대통령 선거에 출마, 필리핀 역사상 최다 득표율로 대통령에 당선되었다. 그러나 부통령은 라카스 민주당의 글로리아 아로요가 당선되었다. 타갈로그인과 서민층에 인기가 많던 그는 적극적인 개혁 정책을 실시하여 주목을 받았다. 그러나 뇌물과 불법 정치자금을 받았다는 의혹이 제기되기 시작했으며, 2000년 8월 그 사실이 폭로되었다. 이에 상원에서는 탄핵 절차가 진행되었고, 그에 반대하는 국민들의 격렬한 시위가 이어졌다. 글로리아 아로요 부통령도 시위에 참여했으며, 2001년 1월 20일 탄핵 선고에 앞서 스스로 사임하였다. 그의 사임 후 그를 지지하는 사람들의 강력한 반발로 한동안 필리핀 정국은 큰 혼란에 빠졌었다. 그 후 8,000만 미국 달러 이상의 자금을 축적한 혐의로 기소되었다. 2007년 9월 법원은 대통령 재직시 저지른 금전적 비리에 대해 유죄를 인정하고 종신형을 선고했고, 그의 계좌에 있던 돈을 몰수했다. 그러나 글로리아 아로요 대통령은 그의 지지자들을 회유하기 위해 그를 사면했다.
그 후 그는 아로요 대통령 축출에 나서겠다고 밝혔고 2010년 대선에 출마했으나 2위로 낙선하였다. 하지만 그의 아들 조셉 에스트라다 2세가 상원의원에 당선되었다. 2013년 5월 13일 수도 마닐라 시장 선거에 출마하여 당선됨.

## 역대 선거 결과
| 선거명      | 직책명        | 대수 | 정당                 | 득표율 | 득표수       | 결과 | 당락             |
| ----------- | ------------- | ---- | -------------------- | ------ | ------------ | ---- | ---------------- |
| 1992년 선거 | 필리핀 부통령 | 9대  | 민족주의 국민연합    | 33.01% | 6,739,738표  | 1위  |                  |
| 1998년 선거 | 필리핀 대통령 | 13대 | 애국필리핀평민저항당 | 39.86% | 10,722,295표 | 1위  |                  |
| 2013년 선거 | 마닐라 시장   | 21대 | 연합국민동맹         | 52.72% | 343,993표    | 1위  | 마닐라 시장 당선 |
| 2016년 선거 | 마닐라 시장   | 21대 | 필리핀 대중의 힘     | 38.54% | 283,149표    | 1위  | 마닐라 시장 당선 |